# Desa Margaasih (administrativ by i Indonesien, lat -6,94, long 107,55)
Desa Margaasih är en administrativ by i Indonesien.   Den ligger i provinsen Jawa Barat, i den västra delen av landet, 110 km sydost om huvudstaden Jakarta.